# Eschscholzia parishii
Eschscholzia parishii лат.  — вид травянистых растений рода Эшшольция (Eschscholzia) семейства Маковые (Papaveraceae). Также называют «мак Пэриша» (англ. Parish's poppy) и «пигмейский мак» (англ. pygmy poppy).

## Ареал и местообитание
Eschscholzia parishii встречается в штате Калифорния (США) и соседних штатах Нижняя Калифорния и Сонора (Мексика). Растёт на пустынных склонах, холмах. Цветёт весной (март-май).

## Описание
Однолетнее травянистое растение, растёт кустом, листья сегментированные, с закруглёнными долями, от ярко-зелёного до жёлто-зелёного цвета. Прямой стебель высотой 5—30 см, одиночный мелкий цветок — с жёлтыми лепестками, 15—30 мм. Плод — капсула 5—7 см, семена — мелкие от светло-коричневого до коричневого цвета, эллиптические 1,0—1,4 мм. Хромосомный набор n=12.

## Медицинское применение
Индейцы племени кавайису использовали E. parishii для лечения венерической язвы, гонореи и сифилиса.